# Sin miedo a la verdad
Sin Miedo a La Verdad (pt-br: Sem Medo Da Verdade) é uma série de televisão mexicana produzida pela Televisa e exibida pelo Las Estrellas desde 8 de outubro de 2018. A série é protagonizada por Alex Perea, interpretando Manu (Gus).
Está disponível na plataforma de streaming Globoplay, com dublagem em português.

## Transmissão

### No México
A primeira temporada foi exibida entre 8 de outubro e 4 de novembro de 2018, substituindo La piloto 2 e sendo substituída por Amar a muerte.
A série foi renovada para uma segunda temporada, que foi ao ar entre 8 de julho e 9 de agosto de 2019, substituindo Por amar sin ley 2 e sendo substituída por La usurpadora.
A série foi renovada para uma terceira temporada exibida entre 9 de março e 24 de abril de 2020, substituindo Médicos, línea de vida e sendo substituída por Rubí.
O canal Las Estrellas reprisou a primeira temporada a partir do dia 18 de julho de 2020, às 21h00 p.m mx 

### No Brasil
A primeira temporada foi disponibilizada pela primeira vez no Brasil em 28 de junho de 2021, exclusivamente na plataforma de streaming Globoplay.

## Enredo
Manu é um herói cibernético que tem um Vlog, que usa anonimamente sob o pseudônimo de "Gus". Com esta identidade anônima, protege todos os que sofreram uma injustiça. Em cada episódio com suas habilidades, resolver casos diferentes relacionados a vários problemas como assédio, cyberbullying, sexting, a corrupção, a impunidade, o tráfico de órgãos, tráfico de drogas on-line, os desafios suicidas, tráfico, roubo e bebês. Graças a sua mentora Dona Cata, ele conseguiu se recuperar de seu passado terrível, e como cada caso é resolvido, ele também vai descobrir tudo sobre seu passado terrível do qual ele conseguiu sobreviver.

## Elenco

### Principais
- Álex Perea... Manuel "Manu" Monteiro / Gus[2]
- Dacia González... Catalina "Doña Cata" Gómez
- Ana Cristina Rubio... Estefani Montero
- Tania Niebla... Berenice "Bere" Hidalgo
- Paola Miguel... María José "Maríjosé" Hidalgo
- Eugenio Montessoro... Alfredo Alonso
- Arturo Nahum... Alberto "Pila" Gómez
- Fermín Martínez... Horácio
- Víctor Civeira... Chicho
- Catalina López... Amanda
- Israel Islas... Isidro
- Ligia Uriarte... Lety

### Participações especiais
- Fernando Carrillo - Miguel[7]
- Polo Morín - Javier
- Mónica Dione - Carla
- Marco Uriel - Fernando
- Michelle Olvera
- Luis Xavier
- Enrique Arrison - Emilio
- Arleth Terán
- Miguel Islas
- Ari Gallegos
- René Barmaceda
- Adrián Carreón
- Rodrigo Magaña
- Hugo Albores
- Mayahuel del Monte
- Andrés Dardon
- Adrián Escalona
- Amara Villafuente
- Aitor Iturrioz
- Fabiana Perezabal
- ÁLvaro Sagone
- Lautaro David Duarte
- Santiago Emiliano
- Jhonny Gerald
- Eugenio Montessoro
- Dobrina Cristeva
- Ramón Valera
- Anfonso Escobedo
- Eduardo Escobedo
- Carmen Delgado
- Abraham Ramos
- Aryanna Méndez
- Fernanda Rivas
- Ximena Herres
- Luz María Jérez
- Paola Real
- André Real
- Natalia Guerrero
- Mónica Jiménez
- Fidel Garrida
- Laia Fernández
- Anahí Fraser
- Victor A. Jiménez
- Roberto Ibarra
- Eduardo Cáceres
- Laia Fernández
- Anahí Fraser
- Jorge Monter
- Natalia Guerrero
- Victor A. Jiménez
- Oscar Medellín
- Pía Sanz
- Camila Rojas
- Odemaris Ruíz
- Carlos Athié
- Rodrigo Ventura
- Salvador Pineda
- Victor Civeira
- Christopher Arzalte
- Betodívaz
- Benjamín Martínez
- Patricio José
- Ricardo Kleinbaum
- Daniel Ducoing
- Michel Polanco
- David Ostrosky

## Exibição

### Primeira Temporada
| Horário             | # Eps. | Estreia              | Estreia           | Final                 | Final           | Posição | Temporada | Classificação geral |
| Horário             | # Eps. | Data                 | Primeiro capítulo | Data                  | Último capítulo | Posição | Temporada | Classificação geral |
| ------------------- | ------ | -------------------- | ----------------- | --------------------- | --------------- | ------- | --------- | ------------------- |
| Segunda—Sexta 21h30 | 21     | 8 de outubro de 2018 | 2.9               | 4 de novembro de 2018 | 3.3             | #1      | 2018      | 3.07                |

### Segunda Temporada
| Horário             | # Eps. | Estreia            | Estreia           | Final               | Final           | Posição | Temporada | Classificação geral |
| Horário             | # Eps. | Data               | Primeiro capítulo | Data                | Último capítulo | Posição | Temporada | Classificação geral |
| ------------------- | ------ | ------------------ | ----------------- | ------------------- | --------------- | ------- | --------- | ------------------- |
| Segunda—Sexta 21h30 | 25     | 8 de julho de 2019 | 3.0               | 9 de agosto de 2019 | 3.3             | #1      | 2019      | 2.91                |

### Terceira Temporada
| Horário             | # Eps. | Estreia            | Estreia           | Final               | Final           | Posição | Temporada | Classificação geral |
| Horário             | # Eps. | Data               | Primeiro capítulo | Data                | Último capítulo | Posição | Temporada | Classificação geral |
| ------------------- | ------ | ------------------ | ----------------- | ------------------- | --------------- | ------- | --------- | ------------------- |
| Segunda—Sexta 21h30 | 35     | 9 de março de 2020 | 3.2               | 24 de abril de 2020 | 3.6             | #1      | 2020      | 3.15                |

## Prêmios e Indicações
| Ano  | Prêmio             | Categoria                | Nomeados      | Resultados |
| ---- | ------------------ | ------------------------ | ------------- | ---------- |
| 2019 | Premios TVyNovelas | Melhor programa unitario | Rubén Galindo | Nominado   |